# Kyoketsu-shōge
Kyoketsu-shōge (jap. 距跋渉毛 kyoketsu-shōge) – rodzaj dawnej broni używanej w Japonii.

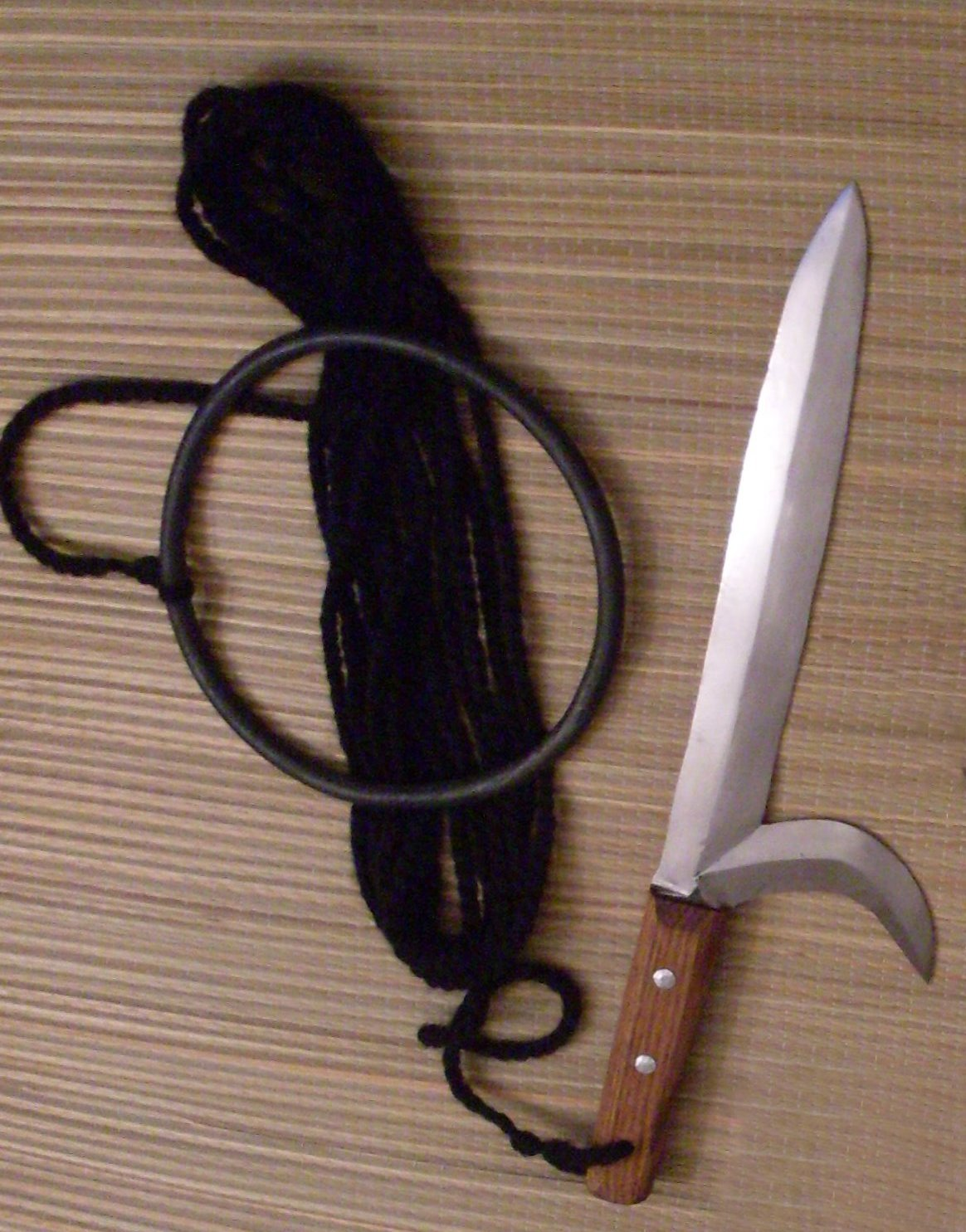

Broń ta składała się ze sznura, wykonanego przeważnie z kobiecych lub końskich włosów, o długości ok. 3 do 5 metrów, oraz umieszczonych na jego końcach: metalowego pierścienia z jednej strony oraz dwóch rodzajów połączonych ostrzy (prostego i zakrzywionego) – z drugiej.
Była to broń podobna do: kusari-gama (łańcuch i sierp).
Broń ta była używana m.in. przez ninja, zwłaszcza ze szkoły Togakure-ryū (Szkoła Ukrytych Drzwi). Miała wiele zastosowań. Powróz mógł być użyty do zablokowania lub oplątania broni przeciwnika, a ostrza do jego zabicia.